# 天野清之
天野 清之（あまの きよゆき）は、日本のクリエイティブディレクター、プログラマ、プロデューサー。東京都中野区出身。
面白法人カヤックの事業部長、カヤックアキバスタジオ役員。

## 略歴
映像制作会社でプログラマ、デザイナー、アートディレクターを経験し、その後面白法人カヤックに入社。
面白法人カヤックでは事業部長・カヤックアキバスタジオでは役員を兼任している。

## 受賞歴
- 第51回「消費者のためになったコンクール」webサイト部門　銀賞[3]
- 第11回モバイル広告大賞[4]　グッドアド賞
- 第10回東京インタラクティブアドアワード[5] cciスマートデバイス広告部門 入賞
- モバイル広告大賞グランプリ[要出典]
- Yahoo! JAPAN インターネット クリエイティブアワード 2013 スマートデバイス広告・キャンペーン部門[6]
- 第4回Webグランプリ：企業グランプリ部門 ソーシャルサイト賞 グランプリ[7]
- コードアワード2018[8]　グッド・ユース・オブ・メディア